# Leon Belcar
Leon Belcar (Varaždin, 4 gennaio 2002) è un calciatore croato, centrocampista del Varaždin.

## Carriera
Cresciuto nel settore giovanile del Varaždin, ha esordito in prima squadra il 16 dicembre 2020, nella partita di Coppa di Croazia persa per 1-2 contro il Rijeka. Nel corso degli anni si impone come titolare del club della sua città natale; il 17 febbraio 2025 passa in prestito alla Dinamo Zagabria, fortemente voluto dall'allenatore Fabio Cannavaro per sopperire all'infortunio di Josip Mišić. Tuttavia, dopo aver collezionato soltanto tre presenze con il club di Zagabria, nell'estate successiva fa ritorno al Varaždin.

## Statistiche

### Presenze e reti nei club
Statistiche aggiornate al 24 luglio 2025.
| Stagione        | Squadra         | Campionato      | Campionato | Campionato | Coppe nazionali | Coppe nazionali | Coppe nazionali | Coppe continentali | Coppe continentali | Coppe continentali | Altre coppe | Altre coppe | Altre coppe | Totale | Totale | Totale |
| Stagione        | Squadra         | Comp            | Pres       | Reti       | Comp            | Pres            | Reti            | Comp               | Pres               | Reti               | Comp        | Pres        | Reti        | Pres   | Reti   |        |
| --------------- | --------------- | --------------- | ---------- | ---------- | --------------- | --------------- | --------------- | ------------------ | ------------------ | ------------------ | ----------- | ----------- | ----------- | ------ | ------ | ------ |
| dic. 2020       | Varaždin        | 1.HNL           | 0          | 0          | CC              | 1               | 0               | -                  | -                  | -                  | -           | -           | -           | 1      | 0      |        |
| 2021-2022       | Varaždin        | 2.HNL           | 17         | 1          | CC              | 2               | 0               | -                  | -                  | -                  | -           | -           | -           | 19     | 1      |        |
| 2022-2023       | Varaždin        | 1.HNL           | 16         | 0          | CC              | 1               | 0               | -                  | -                  | -                  | -           | -           | -           | 17     | 0      |        |
| 2023-2024       | Varaždin        | 1.HNL           | 27         | 4          | CC              | 2               | 0               | -                  | -                  | -                  | -           | -           | -           | 29     | 4      |        |
| 2024-feb. 2025  | Varaždin        | 1.HNL           | 20         | 3          | CC              | 0               | 0               | -                  | -                  | -                  | -           | -           | -           | 20     | 3      |        |
| feb.-giu. 2025  | Dinamo Zagabria | 1.HNL           | 2          | 0          | CC              | 1               | 0               | UCL                | -                  | -                  | -           | -           | -           | 3      | 0      |        |
| 2025-2026       | Varaždin        | 1.HNL           | 0          | 0          | CC              | 0               | 0               | UCoL               | 0                  | 0                  | -           | -           | -           | 0      | 0      |        |
| Totale Varaždin | Totale Varaždin | Totale Varaždin | 80         | 8          |                 | 6               | 0               |                    | 0                  | 0                  |             | -           | -           | 86     | 8      |        |
| Totale carriera | Totale carriera | Totale carriera | 82         | 8          |                 | 7               | 0               |                    | 0                  | 0                  |             | -           | -           | 89     | 8      |        |

## Palmarès

### Club

#### Competizioni nazionali
- Druga hrvatska nogometna liga: 1

Varaždin: 2021-2022